# Reggenza di Ogan Komering Ulu
La reggenza di Ogan Komering Ulu (in indonesiano: Kabupaten Ogan Komering Ulu) è una reggenza dell'Indonesia, situata nella provincia di Sumatra Meridionale.